# Luca Șt. Caragiale
Luca Șt. Caragiale (n.1812, Constantinopol - d.1870) este tatăl marelui dramaturg român Ion Luca Caragiale.
Familia sa era descendentă din grecii din Insula Hydra. Tatăl său, Ștefan, a venit în Valahia (Țara Românească) pe timpul domnitorului Ioan Gheorghe Caragea (de la care și numele de Caragiale).
A îmbrățișat și el arta dramatică, însă nu la nivelul celor doi frați mai tineri, Costache Caragiale și Iorgu Caragiale.
Atras de teatru, Luca s-a căsătorit în 1839 cu actrița și cântăreața Caloropoulos (Caliopi), de care s-a despărțit, fără a divorța vreodată, întemeindu-și o familie statornică cu brașoveanca Ecaterina, fiica negustorului grec Luca Chiriac Karaboas. Mai târziu, în 1859, Luca renunță la pasiunea devenind administratorul moșiei din Mărgineni, avocat și magistrat la Ploiești.